# مسیه ۵۵
مسیه ۵۵(به انگلیسی: Messier 55) یا ان‌جی‌سی ۶۸۰۹ یک خوشه ستاره‌ای کروی در صورت فلکی کمان است که فاصله آن از زمین هفده هزار سال نوری و قدر ظاهری آن ۷.۰ است.